# 泛太平洋航空
泛太平洋航空（英語：Pan Pacific Airlines.）是一家菲律賓廉價航空公司，基地設於邦板牙省克拉克自由港區的克拉克國際機場（Clark International Airport，又稱「馬嘉柏臬國際機場」，Diosdado Macapagal International Airport，DMIA）。天文航空的前身為馬尼拉精神航空（Spirit of Manila Airlines），主要航線皆集中於東南亞地區。2011年冬季，該公司由於內部進行重組和融資，因此航班處於停飛狀態。該公司已於2013年5月1日恢復台北（台灣桃園國際機場）到長灘島（卡利博國際機場）的航線 。2016年改名泛太平洋航空(Pan Pacific Airlines)。

## 服務航點

### 東南亞
- 菲律賓
  - 克拉克自由港區（克拉克國際機場）- 樞紐機場
  - 阿克蘭省卡利博（卡利博國際機場）

## 計劃航點

### 中東
- - 多哈
- 阿联酋
  - 杜拜

### 大洋洲
- 帛琉
  - 帛琉

### 東亞
- 日本
  - 大阪
- 中華民國
  - 高雄（高雄國際機場）

### 東南亞
- 马来西亚
  - 吉隆坡
- 新加坡
  - 新加坡
- 泰國
  - 曼谷

## 機隊

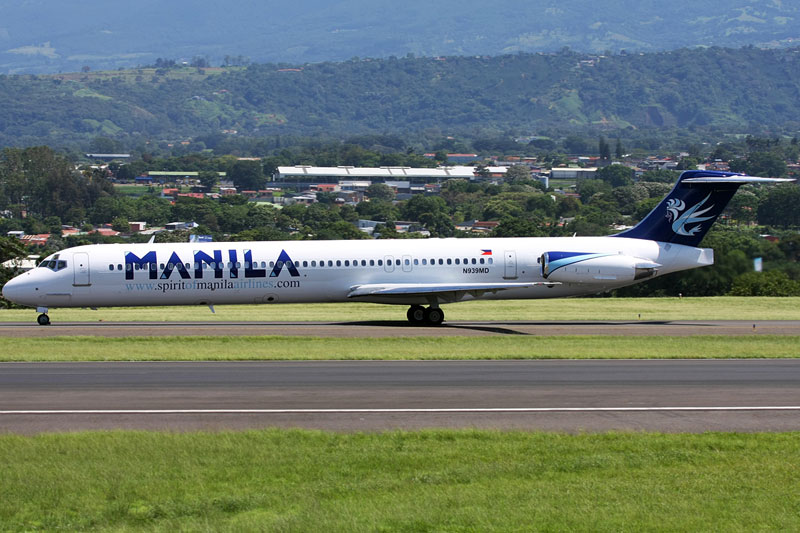
天文航空麥道-83

- 2架 波音737-300
- 2架 波音767-300ER
- 2架 麥道-83(租借)